# Bulgaria en el Festival de la Canción de Eurovisión 2022
Bulgaria participó en el LXVI Festival de la Canción de Eurovisión, que se celebró en Turín, Italia del 10 al 14 de mayo de 2022, tras la victoria de Måneskin con la canción «Zitti e buoni». La Balgarska Nationalna Televizija («Televisión Nacional de Bulgaria» en español), encargada de la participación del país búlgaro en el festival, decidió utilizar un método de selección interna para elegir su representante en el festival eurovisivo. En noviembre de 2021 se confirmó al grupo rock Intelligent Music Project con la canción «Intention», que se convirtió en la primera canción en ser revelada para el concurso.
Pasando completamente desapercibida por las casas de apuestas, Bulgaria siempre se ubicó en los últimos puestos en las listas de las apuestas. En el concurso Bulgaria compitió en la primera semifinal, siendo eliminada tras obtener la 16.ª y penúltima posición con un total de 29 puntos.

## Historia de Bulgaria en el Festival
Bulgaria es uno de los últimos países de Europa del Este que recientemente se han unido al festival, debutando en 2005. Desde entonces el país ha concursado en 14 ocasiones, teniendo dos etapas bastante diferenciadas. En la primera, solo consiguió clasificar en una ocasión a la final (en 2007) en 9 participaciones. Tras dos años de descanso, Bulgaria regresó a la competencia en 2016 con un cambio de delegación y de resultados: en sus 3 participaciones lograron avanzar a la gran final. El país se ha clasificado dentro de los 5 mejores del concurso en 3 ocasiones, siendo su mejor resultado una 2.ª posición con Kristian Kostov y la canción pop «Beautiful Mess» en 2017.
En 2021, la cantante Victoria Georgieva, se colocó en 11.ª posición con 170 puntos en la gran final, con el tema «Growing Up is Getting Old».

## Representante para Eurovisión

### Elección Interna
Bulgaria confirmó en agosto de 2021 la realización de un campamento de compositores para la selección de su canción para el Festival de la Canción de Eurovisión 2022. Meses después, el 25 de noviembre de 2021, la BNT confirmó al grupo Intelligent Music Project como los representantes de Bulgaria en el Festival. El grupo está conformado por Stoyan Yankoulov, quien ya había representado a Bulgaria previamente en 2007 y 2013, ambas ocasiones con Elitsa Todorova. El vocalista es el cantante chileno Ronnie Romero junto a Slavin Slavchev, Bisser Ivanov, Ivo Stefanov y Dimiter Sirakov. La canción seleccionada es el tema rock «Intention», canción que se presentó junto a su videoclip oficial el 5 de diciembre de 2021.

## En Eurovisión
De acuerdo a las reglas del festival, todos los concursantes iniciaron desde las semifinales, a excepción del anfitrión (en este caso, Italia) y el Big Five compuesto por Alemania, España, Francia, la misma Italia y Reino Unido. En el sorteo realizado el 25 de enero de 2022, Bulgaria fue sorteada en la primera semifinal del festival. En este mismo sorteo, se determinó que participaría en la primera mitad de la semifinal (posiciones 1-9). Semanas después, ya conocidos los artistas y sus respectivas canciones participantes, la producción del programa dio a conocer el orden de actuación, determinando que el país participaría en la séptima posición, precedida por Ucrania y seguida de Países Bajos.
Los comentarios para Bulgaria corrieron por segunda ocasión consecutiva por parte de Elena Rosberg y Petko Kralev. La portavoz de la votación del jurado profesional búlgaro fue Janan Dural.

### Semifinal 1

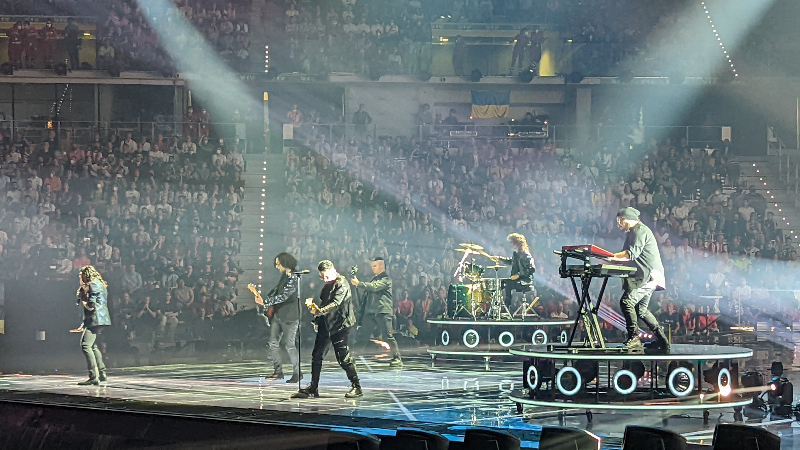
Intelligent Music Project actuando durante la primera semifinal.

Intelligent Music Porject tomó parte de los ensayos los días 30 de abril y 4 de mayo así como de los ensayos generales con vestuario de la primera semifinal los días 9 y 10 de mayo. El ensayo general de la tarde del 9 fue tomado en cuenta por los jurados profesionales para emitir sus votos, que representaron el 50% de los puntos. Bulgaria se presentó en la posición 7, detrás de Países Bajos y por delante de Ucrania.
La actuación búlgara tuvo a los seis miembros de la banda actuando en el escenario tocando sus instrumentos e interpretando la canción con atuendos en color negro. En el escenario, el tecladista y el baterista se encontraron sobre una pequeña plataforma cada uno, y frente al arco del escenario se colocó una estructura en forma de semicírculo compuesta por más círculos que simulaban ser bocinas. En el puente instrumental se hizo uso de pirotecnia, con la iluminación predominando en colores blancos y rojos al principio para terminar en color dorado.
Al final del show, Bulgaria no fue anunciada como uno de los países clasificados para la gran final. Los resultados revelados una vez terminado el festival, posicionaron a Bulgaria en 16° y penúltimo lugar de la semifinal con un total de 29 puntos, habiendo obtenido la 15.ª posición del jurado profesional con 11 puntos y el 14° lugar del televoto con 18 puntos, incluyendo la máxima puntuación del televoto de Albania.

### Votación

#### Puntuación a Bulgaria

##### Semifinal 1
| Jurado     | Jurado    | Jurado   | Jurado   | Jurado    |
| 12 puntos  | 10 puntos | 8 puntos | 7 puntos | 6 puntos  |
| ---------- | --------- | -------- | -------- | --------- |
|            | - Grecia  |          |          |           |
| 5 puntos   | 4 puntos  | 3 puntos | 2 puntos | 1 punto   |
|            |           |          |          | - Albania |
| Televoto   |           |          |          |           |
| 12 puntos  | 10 puntos | 8 puntos | 7 puntos | 6 puntos  |
| - Albania  |           |          |          |           |
| 5 puntos   | 4 puntos  | 3 puntos | 2 puntos | 1 punto   |
| - Moldavia |           |          |          | - Grecia  |

#### Votación realizada por Bulgaria
| Puntos    | Jurado       | Televoto     |
| --------- | ------------ | ------------ |
| 12 puntos | Suiza        | Ucrania      |
| 10 puntos | Grecia       | Armenia      |
| 8 puntos  | Armenia      | Moldavia     |
| 7 puntos  | Noruega      | Grecia       |
| 6 puntos  | Croacia      | Portugal     |
| 5 puntos  | Portugal     | Lituania     |
| 4 puntos  | Países Bajos | Noruega      |
| 3 puntos  | Letonia      | Países Bajos |
| 2 puntos  | Dinamarca    | Croacia      |
| 1 punto   | Moldavia     | Albania      |

| Puntos    | Jurado      | Televoto    |
| --------- | ----------- | ----------- |
| 12 puntos | Grecia      | Ucrania     |
| 10 puntos | Reino Unido | Serbia      |
| 8 puntos  | España      | España      |
| 7 puntos  | Suiza       | Moldavia    |
| 6 puntos  | Bélgica     | Grecia      |
| 5 puntos  | Armenia     | Armenia     |
| 4 puntos  | Portugal    | Rumania     |
| 3 puntos  | Azerbaiyán  | Reino Unido |
| 2 puntos  | Noruega     | Italia      |
| 1 punto   | Italia      | Noruega     |

##### Desglose
El jurado búlgaro estuvo compuesto por:
- JJ
- Mary
- Nelly Markova Rangelova
- VenZy
- Zdravko Tzokov Zheljazkov

| Semifinal 1 | Semifinal 1  | Semifinal 1                | Semifinal 1                | Semifinal 1                | Semifinal 1                | Semifinal 1                | Semifinal 1                | Semifinal 1                | Semifinal 1                | Semifinal 1                |
| N.º         | País         | Jurado                     | Jurado                     | Jurado                     | Jurado                     | Jurado                     | Jurado                     | Jurado                     | Televoto                   | Televoto                   |
| N.º         | País         | Jurado A                   | Jurado B                   | Jurado C                   | Jurado D                   | Jurado E                   | Ranking                    | Puntos                     | Ranking                    | Puntos                     |
| ----------- | ------------ | -------------------------- | -------------------------- | -------------------------- | -------------------------- | -------------------------- | -------------------------- | -------------------------- | -------------------------- | -------------------------- |
| 01          | Albania      | 16                         | 16                         | 16                         | 16                         | 16                         | 16                         |                            | 10                         | 1                          |
| 02          | Letonia      | 8                          | 6                          | 2                          | 10                         | 12                         | 8                          | 3                          | 16                         |                            |
| 03          | Lituania     | 9                          | 14                         | 14                         | 14                         | 14                         | 12                         |                            | 6                          | 5                          |
| 04          | Suiza        | 3                          | 1                          | 5                          | 1                          | 1                          | 1                          | 12                         | 12                         |                            |
| 05          | Eslovenia    | 12                         | 13                         | 13                         | 15                         | 13                         | 15                         |                            | 14                         |                            |
| 06          | Ucrania      | 11                         | 10                         | 12                         | 7                          | 9                          | 11                         |                            | 1                          | 12                         |
| 07          | Bulgaria     | -------------------------- | -------------------------- | -------------------------- | -------------------------- | -------------------------- | -------------------------- | -------------------------- | -------------------------- | -------------------------- |
| 08          | Países Bajos | 7                          | 11                         | 8                          | 5                          | 3                          | 7                          | 4                          | 8                          | 3                          |
| 09          | Moldavia     | 10                         | 8                          | 10                         | 8                          | 11                         | 10                         | 1                          | 3                          | 8                          |
| 10          | Portugal     | 4                          | 7                          | 9                          | 9                          | 4                          | 6                          | 5                          | 5                          | 6                          |
| 11          | Croacia      | 5                          | 5                          | 7                          | 6                          | 5                          | 5                          | 6                          | 9                          | 2                          |
| 12          | Dinamarca    | 6                          | 9                          | 6                          | 11                         | 6                          | 9                          | 2                          | 13                         |                            |
| 13          | Austria      | 14                         | 12                         | 11                         | 13                         | 15                         | 13                         |                            | 11                         |                            |
| 14          | Islandia     | 15                         | 15                         | 15                         | 12                         | 10                         | 14                         |                            | 15                         |                            |
| 15          | Grecia       | 1                          | 4                          | 1                          | 2                          | 7                          | 2                          | 10                         | 4                          | 7                          |
| 16          | Noruega      | 13                         | 2                          | 4                          | 4                          | 8                          | 4                          | 7                          | 7                          | 4                          |
| 17          | Armenia      | 2                          | 3                          | 3                          | 3                          | 2                          | 3                          | 8                          | 2                          | 10                         |

| Final | Final           | Final    | Final    | Final    | Final    | Final    | Final   | Final  | Final    | Final    |
| N.º   | País            | Jurado   | Jurado   | Jurado   | Jurado   | Jurado   | Jurado  | Jurado | Televoto | Televoto |
| N.º   | País            | Jurado A | Jurado B | Jurado C | Jurado D | Jurado E | Ranking | Puntos | Ranking  | Puntos   |
| ----- | --------------- | -------- | -------- | -------- | -------- | -------- | ------- | ------ | -------- | -------- |
| 01    | República Checa | 20       | 10       | 6        | 12       | 21       | 13      |        | 24       |          |
| 02    | Rumania         | 19       | 13       | 15       | 20       | 20       | 21      |        | 7        | 4        |
| 03    | Portugal        | 7        | 9        | 5        | 11       | 4        | 7       | 4      | 13       |          |
| 04    | Finlandia       | 18       | 16       | 19       | 23       | 5        | 15      |        | 14       |          |
| 05    | Suiza           | 5        | 3        | 8        | 5        | 1        | 4       | 7      | 25       |          |
| 06    | Francia         | 16       | 19       | 20       | 24       | 22       | 24      |        | 17       |          |
| 07    | Noruega         | 15       | 5        | 9        | 7        | 17       | 9       | 2      | 10       | 1        |
| 08    | Armenia         | 4        | 18       | 3        | 8        | 7        | 6       | 5      | 6        | 5        |
| 09    | Italia          | 9        | 20       | 10       | 4        | 19       | 10      | 1      | 9        | 2        |
| 10    | España          | 6        | 1        | 2        | 3        | 23       | 3       | 8      | 3        | 8        |
| 11    | Países Bajos    | 17       | 12       | 24       | 9        | 8        | 14      |        | 19       |          |
| 12    | Ucrania         | 24       | 25       | 25       | 17       | 13       | 23      |        | 1        | 12       |
| 13    | Alemania        | 8        | 22       | 21       | 13       | 12       | 16      |        | 21       |          |
| 14    | Lituania        | 13       | 14       | 11       | 22       | 18       | 17      |        | 15       |          |
| 15    | Azerbaiyán      | 12       | 7        | 4        | 14       | 6        | 8       | 3      | 23       |          |
| 16    | Bélgica         | 3        | 4        | 7        | 10       | 9        | 5       | 6      | 20       |          |
| 17    | Grecia          | 1        | 8        | 1        | 1        | 2        | 1       | 12     | 5        | 6        |
| 18    | Islandia        | 23       | 24       | 22       | 25       | 25       | 25      |        | 22       |          |
| 19    | Moldavia        | 10       | 21       | 23       | 19       | 16       | 19      |        | 4        | 7        |
| 20    | Suecia          | 21       | 11       | 12       | 6        | 10       | 11      |        | 12       |          |
| 21    | Australia       | 11       | 6        | 18       | 21       | 11       | 12      |        | 18       |          |
| 22    | Reino Unido     | 2        | 2        | 13       | 2        | 3        | 2       | 10     | 8        | 3        |
| 23    | Polonia         | 22       | 17       | 17       | 15       | 24       | 22      |        | 16       |          |
| 24    | Serbia          | 25       | 15       | 16       | 18       | 14       | 20      |        | 2        | 10       |
| 25    | Estonia         | 14       | 23       | 14       | 16       | 15       | 18      |        | 11       |          |